# Ypthima occidentalis
Ypthima occidentalis är en fjärilsart som beskrevs av Max Bartel 1905. Ypthima occidentalis ingår i släktet Ypthima och familjen praktfjärilar. Inga underarter finns listade i Catalogue of Life.